# Sông ngầm
Một con sông ngầm dưới lòng đất là một dòng sông chảy toàn bộ hoặc một phần dưới mặt đất, lòng sông không phải là bề mặt của Trái Đất (các con sông chảy trong hẻm núi không được phân loại là sông ngầm).
Các con sông ngầm có thể hoàn toàn tự nhiên, chảy qua hệ thống hang động. Trong địa hình núi đá vôi, sông có thể biến mất qua hố sụt, tiếp tục dưới lòng đất. Trong một số trường hợp, chúng có thể xuất hiện lên trên mặt đất ở vùng hạ lưu.
Sông ngầm dưới lòng đất cũng có thể là kết quả của việc phủ lập một con sông và/hoặc chuyển hướng dòng chảy vào cống, thường là một phần của phát triển đô thị. Đảo ngược quá trình này được biết đến như chiếu ánh sáng ngày (tiếng Anh: daylighting) một dòng chảy và là một hình thức phục hồi sông. Một ví dụ thành công là suối Cheonggye ở trung tâm của Seoul. Các con sông dưới lòng đất cũng xuất hiện trong thần thoại và văn học.

## Một số sông ngầm

### Sông ngầm tự nhiên

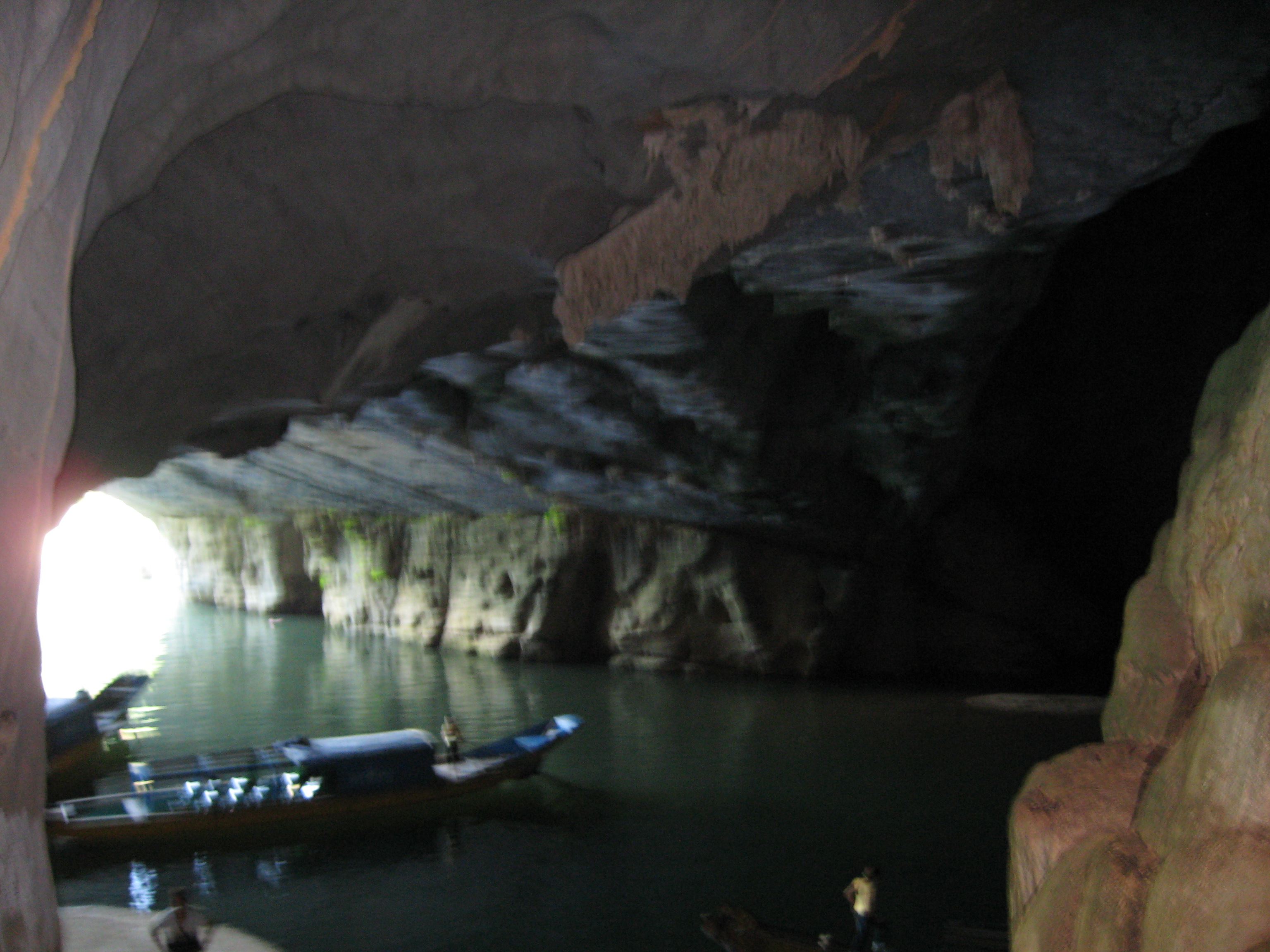
Sông ngầm ở cửa hang Phong Nha, Quảng Bình, Việt Nam.

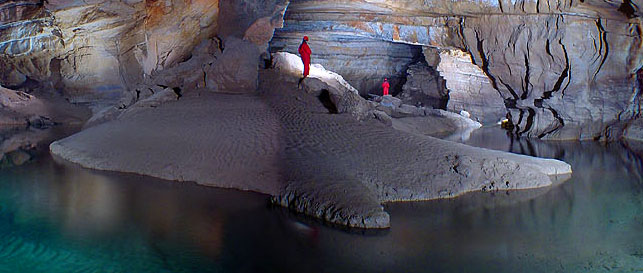
Một sông ngầm ở hệ thống hang động Križna của Slovenia.

- Các sông ngầm ở hệ thống hang động Križna của Slovenia
- Vườn quốc gia sông ngầm Puerto Princesa - di sản thế giới tại Philipin.
- Vườn quốc gia Phong Nha-Kẻ Bàng - di sản thế giới với sông ngầm ở hang Phong Nha và hang Sơn Đoòng, Quảng Bình, Việt Nam.
- Sông Mojave ở miền nam California Hoa Kỳ.
- Sông Santa Fe ở phía bắc Florida
- Sistema Sac Actun sông ngầm hang động ở bờ biển Caribbe gần bán đảo Yucatan

### Sông ngầm nhân tạo
- Dommel dưới 's-Hertogenbosch ở Hà Lan
- Fleet và các sông ngầm London
- Frome dưới Bristol
- Hobart Rivulet ở Tasmania